# Helga Sloop
Helga Sloop (* 1920) ist eine deutsche Schauspielerin.

## Leben
Bühnenengagements führten sie u. a. an die Schaubühne München, wo sie z. B. in einer Inszenierung von Antigone mitwirkte. Am Hebbel-Theater war sie in der Musikalischen Komödie Die tolle Komtess von Willi Kollo zu sehen. Neben Rollen beim Hörfunk (u. a. Produktionen des SFB) war sie auch in einigen Filmen und Serien präsent. Eine ihrer bekanntesten Rollen hatten sie in dem Kinofilm Affengeil. Eine Reise durch Lottis Leben von Rosa von Praunheim, in dem Lotti Huber die Hauptrolle spielt. Auch Filme wie Ein Richter für Berlin, der auf dem Tatsachenroman des amerikanischen Richters und Staatsanwalts Herbert J. Stern basiert und die Fernsehserie Auto Fritze sind hier zu nennen.
Eine ihrer letzten bekannten Rollen spielte Sloop in der Kinder-ZDF-Serie Siebenstein, wo sie im Jahre 2007 als alte Frau Winkelmann für eine Episodenrolle vor der Kamera stand.

## Filmografie
- 1966: Nein (Hans-Joachim Hohberg, SFB)
- 1968: Der Preußen wegen nach Dieppe (Johannes Hendrich, SFB)
- 1975: Feuer in Hüsingen (Johannes Hendrich, SFB)
- 1976: Notarztwagen 7 (Fernsehserie)
- 1985: Didi – Der Untermieter (Fernsehserie, Episode: Willis Mutter)
- 1986: Berliner Weiße mit Schuß (Episode Das Anhängsel)
- 1988: Ein Richter für Berlin
- 1989: Der Rosengarten
- 1990: Affengeil. Eine Reise durch Lottis Leben
- 1993–1994: Auto Fritze (Fernsehserie)
- 2004: Berlin, Berlin (Fernsehserie, Episode Generationen)
- 2007: Siebenstein (Fernsehserie, Episode: Rudi und der Riesenzwerg)